# Шольц, Эрнст
Эрнст Шольц (нем. Ernst Scholz; 3 мая 1874, Висбаден — 26 июня 1932, Берлин) — немецкий юрист и политик. Член Немецкой народной партии.

## Биография
Шольц родился в семье советника юстиции. По окончании гимназии в Висбадене изучал юриспруденцию во Фрайбургском университете, где вступил в ряды фрайкора. Далее продолжил обучение в Марбурге и Гейдельберге. Поступил на государственную службу в чине асессора, с 1900 года служил первым секретарём Всеобщего объединения товариществ в Шарлоттенбурге, а затем асессором магистрата во Франкфурте-на-Майне. В 1914 году пошёл на фронт, получил ранение и уволился из рейхсвера в звании майора.
Шольц писал научные труды по имперскому ипотечному праву и системе муниципального налогообложения в Пруссии, а также составил свод законов о товариществах. В 1922—1929 годах возглавлял германский профессиональный союз коммунальных чиновников высшего ранга.
В 1919 году Шольц вступил в Немецкую народную партию и принадлежал к её республиканскому крылу. После смерти Густава Штреземана Эрнст Шольц был избран председателем партии, но уже в 1930 году был вынужден сложить свои полномочия по состоянию здоровья.

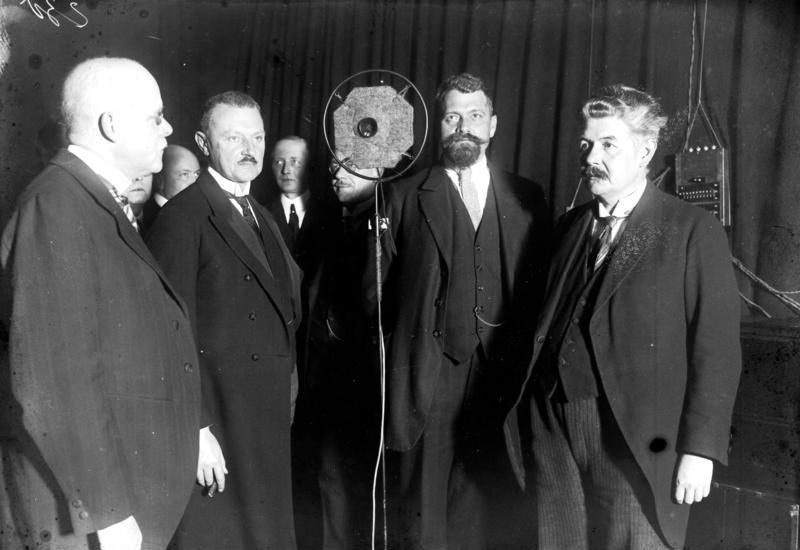
Эрнст Шольц, второй слева, во время первого рождественского радиовыступления рейхсканцлера Маркса (крайний слева). 1923

В 1912—1918 годах Эрнст Шольц был депутатом верхней палаты прусского парламента. В 1921 году Шольц был избран в рейхстаг, где в 1923—1930 годах возглавлял фракцию ННП. В 1931 году Шольц сдал депутатский мандат и ушёл из политики.
В 1912—1913 годах Эрнст Шольц служил обер-бургомистром Касселя, в 1913—1914 и в 1917—1920 годах — обер-бургомистром города Шарлоттенбурга, став последним на этом посту, поскольку в 1920 году Шарлоттенбург вошёл в состав Большого Берлина. Имя Шольца носит площадь в берлинском районе Шарлоттенбург.
С 25 июня 1920 года по 10 мая 1921 года Эрнст Шольц входил в состав правительства рейхсканцлера Константина Ференбаха в ранге министра экономики.